# 자넷 서
자넷 서는 대한민국의 가수이다.

## 데뷔
싱글곡 PRIMITIVE로 2020년에 데뷔하였다.

## 참여 앨범

### 2019
사이코메트리 그녀석 OST - Part 5 

### 2020
사이코지만 괜찮아 OST-Special Track Vol.2
청춘기록 (tvN 월화드라마) OST - Part 11